# Hugo Napoleão
Hugo Napoleão är en kommun i Brasilien.   Den ligger i delstaten Piauí, i den östra delen av landet, 1 200 km nordost om huvudstaden Brasília. Antalet invånare är 3 771.
Omgivningarna runt Hugo Napoleão är huvudsakligen savann. Runt Hugo Napoleão är det glesbefolkat, med 11 invånare per kvadratkilometer.